# Gerold Blümle
Gerold Blümle (* 30. Januar 1937 in Lörrach) ist ein deutscher Wirtschaftswissenschaftler.
Blümle war von 1972 bis 2002 Professor für Mathematische Ökonomie an der Universität Freiburg und einer der führenden deutschen Vertreter der Theorie der Einkommensverteilung und der Außenwirtschaftstheorie. Er ist der Bruder des sehr bekannten Ernst-Bernd Blümle. In seinen Forschungen verbindet er wirtschafts- und theoriegeschichtliche Gegenstände. Volkswirtschaft als solche soll dem Leben dienen, theoretisches und historisches Denken miteinander verknüpft sein. Während seiner Studienzeit, die er unter anderem in Freiburg im Breisgau und in Freiburg im Üechtland verbrachte, trat er den katholischen Studentenverbindungen K.St.V. Germania-Hohentwiel und K.St.V. Carolingia-Fribourg im KV bei.
Gerold Blümle entwickelte ein Konjunkturmodell als Räuber-Beute-Beziehung. Zwischen der Investitionsquote und der Streuung oder Varianz der Gewinne besteht in diesem Modell eine zyklische Beziehung, die durch Lotka-Volterra-Gleichungen dargestellt wird.
Von 1985 bis 1990 war er Mitglied des Beirats der Friedrich-Naumann-Stiftung für die Freiheit.
Blümle hat auch das badische Nationalspiel Cego erforscht und darüber geschrieben sowie Vorträge gehalten.

## Werke
- Theorie der Einkommensverteilung. 1975.
- Fortschritt und Schöpfungsglaube oder Die Machbarkeit des Glücks. 1984.
- Wirtschaftsgeschichte und ökonomisches Denken, Ausgewählte Aufsätze. 2008.